# Parailia pellucida
Parailia pellucida és una espècie de peix de la família dels esquilbèids i de l'ordre dels siluriformes.

## Morfologia
- Els mascles poden assolir 15 cm de longitud total.[4][5]

## Reproducció
És ovípar i els ous no són protegits.

## Alimentació
Menja plàncton i crustacis.

## Hàbitat
És un peix d'aigua dolça i de clima tropical (25 °C-28 °C).

## Distribució geogràfica
Es troba a Àfrica: des del riu Nil fins a l'Àfrica Occidental, incloent-hi el llac Txad i els rius Níger, Senegal, Volta i Cross.